# Larry Flynt
Larry Claxton Flynt, Jr. (1. listopadu 1942 Lakeville, Kentucky – 10. února 2021 Los Angeles, Kalifornie) byl americký vydavatel a ředitel společnosti Larry Flynt Publications (LFP), která publikuje více než dvacet časopisů, včetně magazínu Hustler s ročním obratem okolo 150 milionů dolarů.
Absolvoval několik soudních sporů týkajících se prvního dodatku k Ústavě Spojených států amerických o garanci základních svobod, neboť obsah časopisu Hustler jeho odpůrce pobuřoval.

## Biografie

### Dětství a mládí
Larry Flynt se narodil ve městě Lakeville v Magoffin County v Kentucky do chudých poměrů. Byl nejstarší ze tří sourozenců, po něm se narodili ještě Judy (1947) a Jimmy Ray (1948). Judy vlivem leukemie zemřela v roce 1951, její smrt vedla k rozvodu rodičů v roce 1952. Larrymu bylo právě deset let a po rozvodu se přestěhoval s matkou do Indiany, jeho bratr vyrůstal v Magoffin County u své babičky. Roku 1954 se Larry přestěhoval zpět do Magoffin County za svým otcem, jelikož neměl rád matčina nového přítele. Tam také studoval na střední škole Salyersville High School (dnes Magoffin County High School). Avšak v roce 1957, ve věku patnácti let, utekl z domova a s falešným rodným listem vstoupil do armády Spojených států. Brzy byl však propuštěn ze služby a vzal místo v továrně Inland Manufacturing Company, kde však pracoval jen tři měsíce. Tehdy se vrátil do Kentucky a chvíli provozoval pašeráctví pálenky, ale i toho brzy zanechal. V červenci 1960 vstoupil k námořnictvu Spojených států, kde sloužil jako operátor radaru na USS Enterprise (CVN-65). Ze služby byl propuštěn o čtyři roky později.

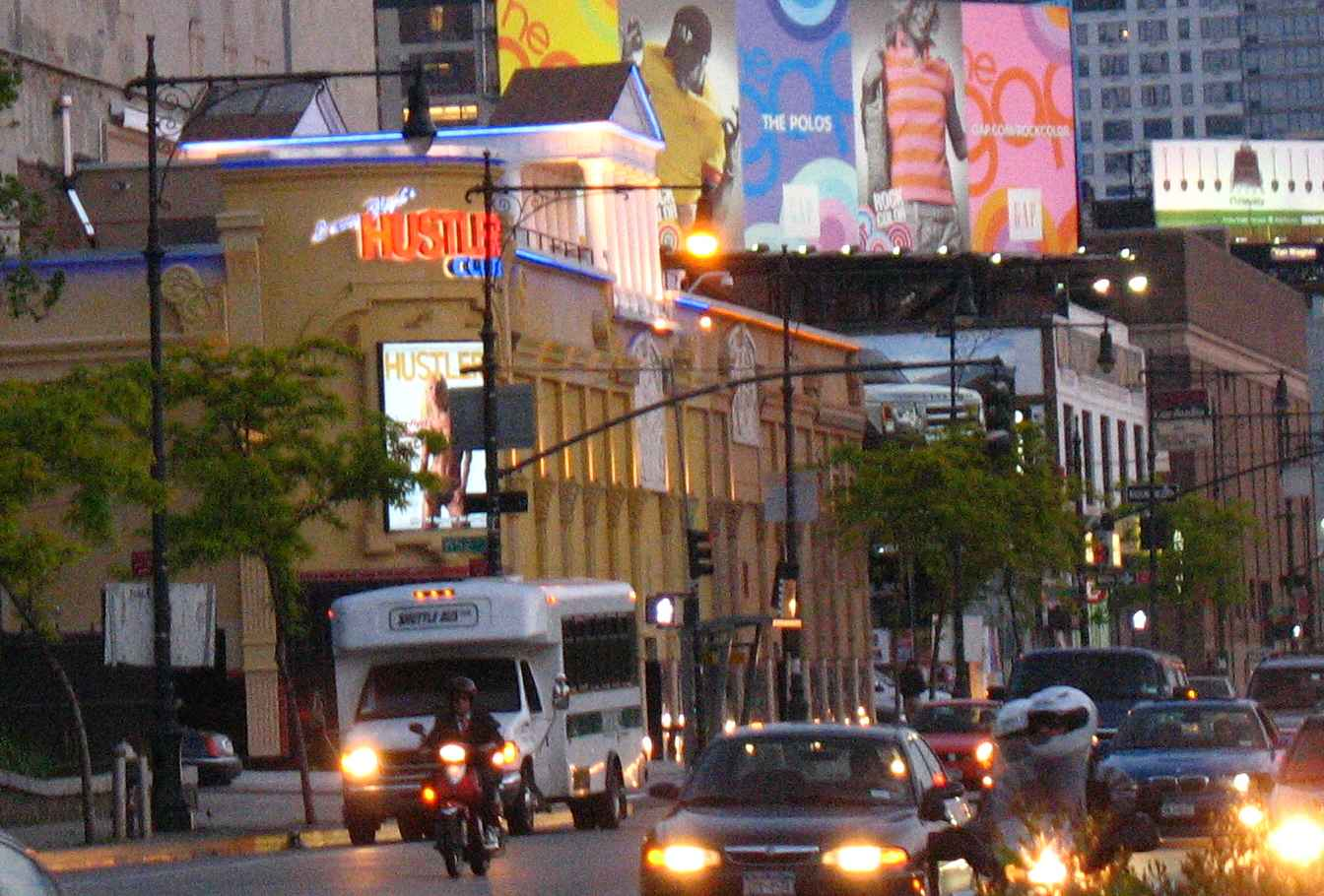
Hustler Club v New Yorku

### První firmy
V roce 1965 ze svých úspor koupil bar ve městě Dayton, stát Ohio za 1 500 amerických dolarů. Brzy pod jeho vedením začal bar vydělávat tisíc dolarů týdně a Larry Flynt tak koupil další dva bary. Tehdy pracoval až dvacet hodin denně a začal brát povzbuzující látku amfetamin. Roku 1968 se rozhodl otevřít bar pro vyšší třídy s nahými tanečnicemi, tím se zrodil první Hustler Club. Brzy vydělal dost, aby s pomocí svého bratra Jimmyho a své přítelkyně Althey otevřel pobočky klubu ve městech Akron, Cleveland, Columbus, Cincinnati a Toledo. Každý klub mu brzy vydělával čtvrt až půl milionu dolarů ročně.

### Magazín Hustler
V březnu 1972 začal vydávat čtyřstránkový černobílý zpravodaj Hustler Newsletter, který propagoval jeho kluby. Byl to velký úspěch a ještě téhož roku se zpravodaj rozšířil na 16 stran a v roce 1973 už na 32 stran. Do dobrého prodeje však zasáhla recese způsobená ropnou krizí, která znamenala i úbytek návštěvníků klubů Hustler. Flynt se rychle blížil k bankrotu a jako poslední naději se rozhodl změnit svůj zpravodaj v erotický magazín. První číslo bylo vydáno v červenci 1974 s jen malým prodejem, avšak do konce roku si vytvořil slušnou čtenářskou základnu a Flynt tím odvrátil bankrot. V listopadu 1974 Hustler jako první magazín zveřejnil barevnou fotografii nekryté vulvy. Takový nekonvenční postup se setkal s řadou překážek, jako strachu distributorů i prodejců z případných problémů či protestů náboženských skupin. Brzy poté byl Flynt kontaktován paparazzi fotografem, který tvrdil, že vlastní fotky nahé bývalé první dámy Jacqueline Kennedyové-Onassisové. Fotky byly pořízeny v roce 1971, kdy se Jacqueline opalovala na dovolené. Flynt je koupil za osmnáct tisíc dolarů a publikoval v srpnu 1975. Toto číslo znamenalo přelom a jeho prodej přesáhl milion kusů. Z Flynta se stal milionář.

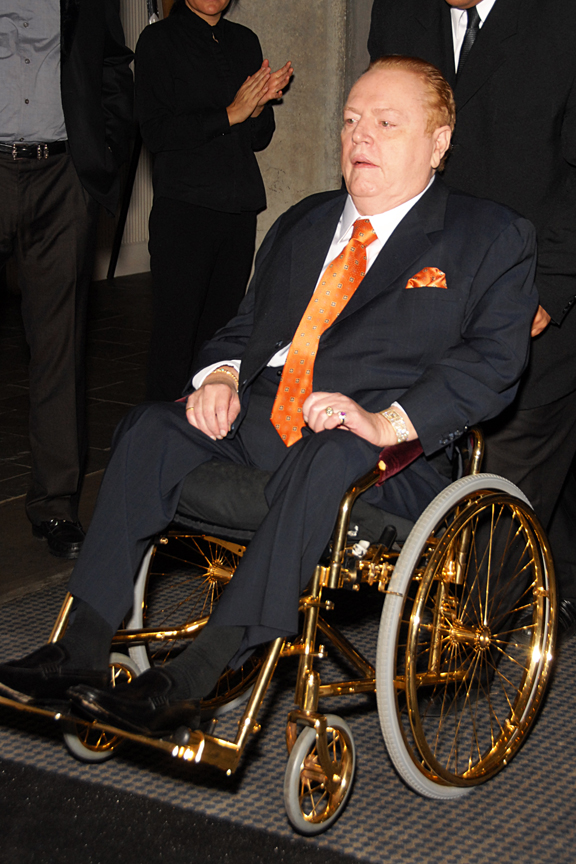
Flynt na svém pozlaceném invalidním vozíku (2009)

Dne 6. března 1978 byli on a jeho místní právník Gene Reeves postřeleni odstřelovačem v blízkosti soudní budovy ve městě Lawrenceville v Georgii, kde se Flynt účastnil soudního přelíčení o obscénnosti. Následkem atentátu zůstal Larry Flynt s trvalým poškozením míchy částečně ochrnutý. Kvůli přetrvávajícím bolestem si vypěstoval závislost na analgetikách, při jednom z řady předávkování si způsobil cévní mozkovou příhodu, od té doby trpěl dysartrií. O mnoho let později se k atentátu přiznal neonacistický sériový vrah Joseph Paul Franklin, důvodem měla být fotka mezirasového sexuálního styku publikovaná v Hustleru.

### Osobní život
Flynt byl pětkrát ženatý. Po třech svatbách a rozvodech z let 1961 až 1975, se oženil s Altheou Leasureovou, se kterou žil jedenáct let až do její smrti v roce 1987. V roce 1998 se oženil se svou pátou ženou Elizabeth Berriosovou. Má čtyři dcery a jednoho syna.
V roce 1977 se na rok stal evangelikálním křesťanem. K víře ho přivedla Ruth Carter Stapletonová, sestra bývalého prezidenta USA Jimmyho Cartera. Tehdy tvrdil, že měl dokonce božské zjevení a jeho víra se odrazila i v materiálu publikovaném v Hustleru. Již zmíněný atentát ho však brzy přivedl k ateismu, ke kterému se od té doby hlásí. Dokonce se zřekl své nejstarší dcery Tonye Flyntové-Vegové poté, co se stala křesťanskou aktivistkou bojující proti pornografii.
Zemřel 10. února 2021 ve věku 78 let na srdeční selhání.

### Právní spory
Larry Flynt svedl celou řadu právních sporů o regulaci pornografie a svobodě projevu. Na počátku kritizoval právní výjimku, která říkala, že se na pornografii nevztahuje první dodatek ústavy Spojených států. V roce 1976 ho Simon Leis, předseda proti-pornografického výboru v Cincinnati, zažaloval pro obscénnost a organizovaný zločin. Flynt byl odsouzen k až dvaceti pěti letům vězení, ale po šesti dnech byl rozsudek anulován kvůli formalitám.
V roce 1976 byl také zažalován Kathy Keetonovou za zveřejnění hanlivého kresleného vtipu a pomluvu. Žaloba byla zrušena kvůli promlčení. Keetonová poté podala novou žalobu u soudu ve státě New Hampshire. Roku 1983 se Nejvyšší soud Spojených států amerických zabýval otázkou, zda může být Flynt znovu žalován Keetonovou. U Nejvyššího soudu Flynt vykřikoval nadávky a urážky směrem k soudcům, dokonce byl zadržen za pohrdání soudem. Flynt spor prohrál.
Roku 1983 Flynt zveřejnil nahrávku FBI, na které zatýkali Johna Deloreana. Tím se dostal k soudu, který chtěl odkrýt jeho zdroj. Během přelíčení nosil Flynt americkou vlajku jako plenu a byl odsouzen na půl roku vězení za zneuctění vlajky.
Roku 1988 vyhrál přelomový spor u Nejvyššího soudu, když byl zažalován reverendem Jerry Falwellem za to, že Hustler otiskl parodický článek, který tvrdil, že Falwellovou první sexuální zkušeností byl sexuální styk s jeho matkou na venkovním záchodu. Falwell argumentoval, že mu daný článek způsobil citovou újmu. Rozsudek stanovil, že veřejné osoby nemohou žalovat občany ani firmy za citovou újmu způsobenou parodií či karikaturou.
V roce 1998 byl souzen za to, že jeho společnost v Cincinnati prodala video se sexuálním obsahem nezletilým. Důkazy byly zaznamenány během tajné operace policii. Jeho společnost tak byla znovu souzena za obscénnost a uznána vinnou. Spor vedl k ukončení prodeje těchto videí v Cincinnati.

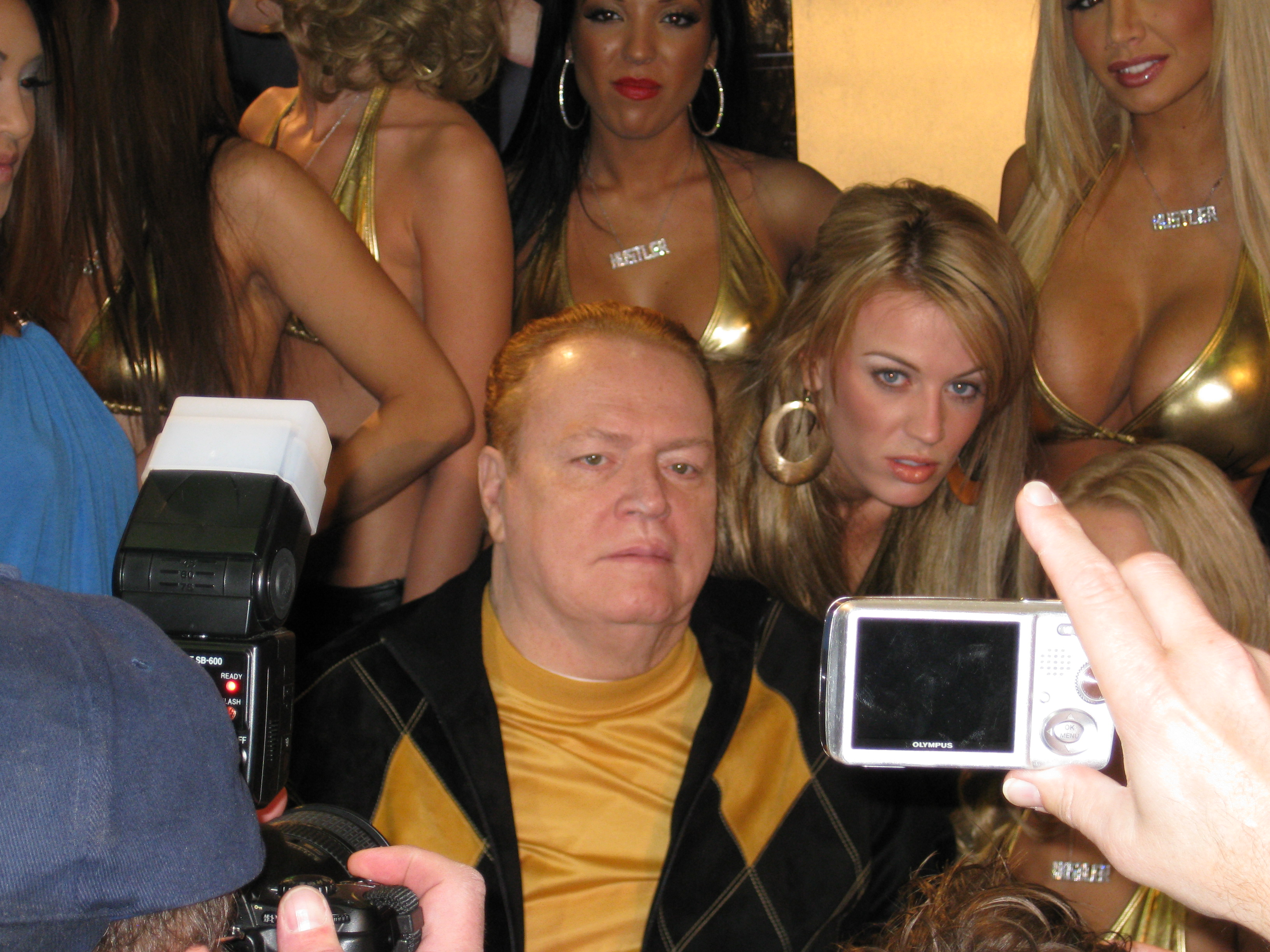
Flyntův styl – s hosteskami a v zájmu médií (2008)

### Politika
Flynt byl Demokrat, přestože jednou podpořil Republikány. Roku 2003 kandidoval za Demokraty v Kalifornii na post guvernéra. Skončil sedmý se 17 458 hlasy (0,2 %). Kandidátů bylo celkem 135 a zvítězil Republikán Arnold Schwarzenegger.
Byl rozsáhlým kritikem Warrenovy komise a dokonce nabídl milion dolarů za stopy vedoucí k vrahovi Johna F. Kennedyho.
Často se zapojoval do veřejných debat. Také se snažil odhalovat sexuální skandály politiků. Jeho aktivita vedla například k rezignaci mluvčího Bílého domu Boba Livingstona. V letech 2004 a 2005 vystupoval jako aktivista proti válce v Iráku. Také podporoval práva a sňatky gayů.

### Díla o Flyntovi
- Roku 1996 vydal svou autobiografii An Unseemly Man: My Life as a Pornographer, Pundit, and Social Outcast.
- Roku 1996 režisér Miloš Forman natočil životopisný film Lid versus Larry Flynt, hlavní roli si zahrál Woody Harrelson.
- Roku 2008 vznikl dokumentární film Larry Flynt: The Right to Be Left Alone.
- Roku 2011 vznikl dokument One Nation Under Sex.